# Higor Alves
Higor Silva Alves (ur. 23 lutego 1994 w Carapicuíba) – brazylijski lekkoatleta specjalizujący się w skoku w dal.
W 2011 nie zaliczył żadnej odległości w eliminacjach podczas mistrzostw świata juniorów młodszych. Rok później nie awansował do finału juniorskiego czempionatu oraz zdobył srebro na młodzieżowych mistrzostwach Ameryki Południowej. Złoty medalista mistrzostw panamerykańskich juniorów z 2013. W 2014 zdobył srebrny medal mistrzostw ibero-amerykańskich.
Rekord życiowy: 8,18 (12 października 2014, São Paulo).

## Osiągnięcia
| Rok  | Impreza                                     | Miejsce        | Lokata            | Wynik |
| ---- | ------------------------------------------- | -------------- | ----------------- | ----- |
| 2012 | Mistrzostwa świata juniorów                 | Barcelona      | el. – 20. miejsce | 7,26  |
| 2012 | Młodzieżowe mistrzostwa Ameryki Południowej | São Paulo      | 2. miejsce        | 7,72w |
| 2013 | Mistrzostwa panamerykańskie juniorów        | Medellín       | 1. miejsce        | 7,95  |
| 2014 | Mistrzostwa ibero-amerykańskie              | São Paulo      | 2. miejsce        | 8,00  |
| 2015 | Igrzyska panamerykańskie                    | Toronto        | 10. miejsce       | 7,60  |
| 2015 | Mistrzostwa świata                          | Pekin          | el. – 27. miejsce | 7,60  |
| 2015 | Światowe wojskowe igrzyska sportowe         | Mungyeong      | 5. miejsce        | 7,49  |
| 2016 | Igrzyska olimpijskie                        | Rio de Janeiro | el. – 28. miejsce | 7,59  |